# Pilophorus schaffneri
Pilophorus schaffneri är en insektsart som beskrevs av Schuh och Schwartz 1988. Pilophorus schaffneri ingår i släktet Pilophorus och familjen ängsskinnbaggar. Inga underarter finns listade i Catalogue of Life.